# Simeon ten Holt
Simeon ten Holt (Bergen, 24 gennaio 1923 – Alkmaar, 25 novembre 2012) è stato un compositore olandese.

## Biografia
Formatosi sotto la guida del compositore olandese Jakob van Domselaer, Ten Holt ha proseguito gli studi anche in Francia con Arthur Honegger e Darius Milhaud.
La sua carriera compositiva ha attraversato diversi periodi stilistici seguendo un percorso di ricerca di uno stile personale.
A partire dalla grande influenza che ebbe inizialmente su di lui il suo maestro van Domselaer, compositore prettamente tonale, Ten Holt elaborò e teorizzò uno stile personalissimo da lui chiamato diagonale, che si muove tra tonalità e atonalità, basato sulla combinazione di tonalità complementari.
Dopo aver sperimentato l'accostamento del serialismo e delle tecniche aleatorie a composizioni tonali, passando anche per la musica elettronica, Ten Holt ha raggiunto uno stile ben definito attraverso un uso personalissimo della “...tonalità dopo la morte della tonalità...” (Simeon ten Holt) servendosi, come interprete principale, del pianoforte.
Espressione di tale linguaggio è la sua composizione più famosa, Canto Ostinato, composto tra il 1976 e il 1979, per un numero indefinito di tastiere e dalla lunghezza variabile, vista la struttura a sezioni a carattere improvvisativo che ricorda molto quella di In C di Terry Riley.
La tonalità viene continuamente manipolata da ten Holt, gradualmente allontanata dal suo stato di dominanza, fino al cromatismo, all'atonalità, per poi essere ridefinita, come purificata dalla sua stessa distruzione.
Simeon ten Holt è stato anche un compositore-esecutore e ha fondato nel 1968 l'ensemble Werkgroep Bergen Hedendaagse Muziek13, tuttora in attività.
Muore il 25 novembre 2012 ad Alkmaar all'età di 89 anni.

## Opere

### Pianoforte
- Kompositie I, II, III, IV (1942–1945)
- Sonate (1953)
- 20 Bagatellen (1954)
- Allegro ex machina (1955)
- Diagonaalsuite (1957)
- Muziek voor Pieter, 7 composizioni minori (1958)
- Diagonaalsonate (1959)
- Soloduiveldans I (1959)
- Epigrammen (1959)
- 5 Etudes (1961)
- Cyclus aan de Waanzin (1961–1962)
- Sekwensen, per 1 o 2  pianoforti (1965)
- Interpolations (1969)
- 5 Pieces (1970–1972)
- Canto Ostinato (1976–1979)
- Natalon in E (1980)
- Lemniscaat (1982–1983)
- Horizon (1983–1985)
- Soloduiveldans II (1986)
- Incantatie IV, per pianoforte e altri strumenti (1987–1990)
- Soloduiveldans III (1990)
- Schaduw noch Prooi, per 2 pianoforti (1993–1995)
- Eadem sed Aliter (hetzelfde maar anders) (1995)
- Méandres, per 4 pianoforti (1997)
- Soloduiveldans IV (1998)

### Musica da camera
- Suite, per quartetto d'archi (1954–1955)
- Diagonaalmuziek, per archi (1958)
- Quartetto: per archi, per quartetto d'archi (1965)
- Differenties, per strumenti vari, (3 clarinetti, pianoforte, vibrafono, 2-11 strumentisti) (1969)
- Scenario-X, (2 trombe, corno, trombone, tuba) (1970)
- Palimpsest, per settetto d'archi (4 violini, viola, violoncello e contrabasso) (1990–1992, 1993 revised)
- Capriccio, per violino solista (1999)

### Elettronica
- Inferno I & II (1970–1971)
- Module IV (1970–1972)
- I am Sylvia but somebody else (1973)

### Voce
- ..A/ .TA-LON, per mezzosoprano e 36 strumentisti che suonano e parlano (1967–1968)
- Koorprojekt 75, per 3 cori, 4 voci, musica elettronica (1975)
- Bi-Ba-Bo per quartetto vocale (1980)

### Altro
- Tripticon, per percussioni (1965)
- Kockyn : een kermiskroniek, colonna sonora per pianoforte, chitarra e metallofono (1966)
- Centri-fuga per orchestra (1976)[2]
- Une musique blanche per orchestra (1980–1982)